# Connecticut River Railroad
Die Connecticut River Railroad (CRR) war eine Eisenbahngesellschaft in Massachusetts, Vermont und New Hampshire (Vereinigte Staaten). Sie baute und betrieb eine Hauptstrecke Springfield–East Northfield im Tal des Connecticut River sowie einige Zweigstrecken und bestand als eigenständige Gesellschaft von 1845 bis 1919.

## Geschichte

### Vorgeschichte
Das Gebiet nördlich von Springfield (Massachusetts) war 1840 noch ohne Eisenbahn geblieben. Die wichtigste Verkehrsachse war der Connecticut River, der jedoch im Winter aufgrund der Witterung nur eingeschränkt benutzbar ist. Da die meisten größeren Orte sich entlang des Flusses befanden, beschloss man, eine Eisenbahn parallel zu diesem zu bauen. Zu diesem Zweck gründete man am 1. März 1842 die Northampton and Springfield Railroad. Der Bau begann kurze Zeit darauf.
Am 25. Januar 1845 wurde die Greenfield and Northampton Railroad gegründet, nachdem man die nördliche Verlängerung der in Bau befindlichen Strecke über Northampton hinaus bis Greenfield beschlossen hatte. Da die Betriebsabwicklung der beiden Bahnen ohnehin gemeinschaftlich erfolgen sollte, fusionierten die beiden Gesellschaften am 8. Juli 1845 zur Connecticut River Railroad.

### Bau des Netzes
Ende 1846 war die Strecke bis Greenfield fertiggestellt. Kurz darauf wurde die weitere Verlängerung der Strecke nach East Northfield beschlossen, die am Neujahrstag 1849 in Betrieb ging. Die Gesamtstrecke hatte eine Länge von 80 Kilometern.
1871 eröffnete man die 5,3 Kilometer lange Zweigstrecke Mount Tom–Easthampton, die in Mount Tom von der Hauptstrecke abzweigte und diese mit Easthampton an der Hauptstrecke der New York, New Haven and Hartford Railroad verband. Eine weitere Zweigstrecke entstand 1906 mit der Bahnstrecke Deerfield Junction–East Deerfield im Stadtgebiet von Deerfield für den Güterverkehr. Sie verband die CRR mit der Vermont and Massachusetts Railroad, um von Süden in Richtung Osten ohne Rangieren fahren zu können. 
In den 1910er Jahren wurde die Hauptstrecke über Fort Hill bis Brattleboro verlängert. Diese Strecke, heute ein Teil der Bahnstrecke New London–Brattleboro, sollte ursprünglich bereits in den 1870er Jahren durch die Brattleboro and West River Railroad gebaut werden, die 1871 als Tochterunternehmen der CRR gegründet worden war. Bis zur Eröffnung dieser Strecke fuhren die Züge über die ehemalige Vermont and Massachusetts Railroad, die bereits seit 1850 zwischen South Vernon und Brattleboro verkehrte.

### Weitere Entwicklung
Am 7. Dezember 1849 leaste die CRR die Ashuelot Railroad, die die nördliche Verlängerung der CRR bis Keene bauen wollte, für zehn Jahre. Da die 1851 eröffnete Bahn wenig Profit einbrachte, wurde der Vertrag nicht verlängert. Erst am 21. April 1877 nahm die CRR die Ashuelot Railroad erneut unter Pacht.
1882 erwarben die Boston and Lowell Railroad und die Concord Railroad jeweils eine Hälfte der Anteile der CRR. Die B&L pachtete vom 1. Juli 1884 bis 1. Dezember 1885 den Anteil der Concord Railroad. 1889 ging der Anteil der Concord Railroad auf deren Rechtsnachfolger, die Concord and Montreal Railroad über. Am 9. Februar 1890 fusionierte die CRR mit der Ashuelot Railroad zu einer neuen Connecticut River Railroad. Die Boston and Maine Railroad pachtete die neue Gesellschaft zum 1. Januar 1893 für 99 Jahre und gliederte sie als Connecticut and Passumpsic Rivers Division ein. Die endgültige Fusion mit der Boston&Maine erfolgte am 1. Dezember 1919 rückwirkend zum 1. Januar des gleichen Jahres. Mit Ausnahme der Verbindung Mount Tom–Easthampton sind die von der Connecticut River Railroad errichteten Strecken noch in Betrieb und werden durch die Pan Am Southern für den Güterverkehr genutzt.